# Paul von Plehwe

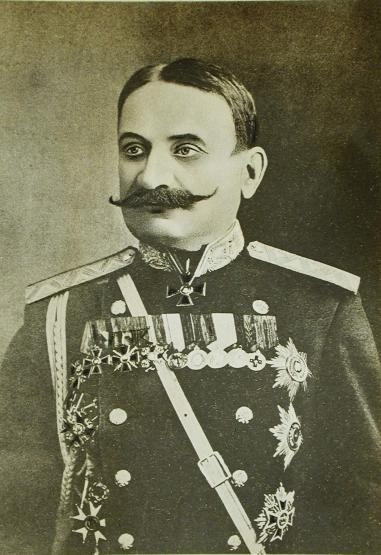
Pawel Adamowitsch von Plehwe

Paul von Plehwe (Павел Адамович фон Плеве, Pawel Adamowitsch von Plehwe; * 30. Maijul. / 11. Juni 1850greg.; † 28. Märzjul. / 10. April 1916greg. in Moskau) war ein russischer Offizier, zuletzt General der Kavallerie im Ersten Weltkrieg.

## Leben
Von Plehwe war Sohn einer adligen Familie deutscher Herkunft. Nach dem Besuch der Höheren Schule in Warschau trat er 1868 in die Kaiserlich Russische Armee ein, schloss 1870 als Kornett die Nikolajewski-Kavallerieschule ab und wurde ins Leibgarde-Ulanenregiment aufgenommen. 1877 schloss er eine Ausbildung an der Generalstabsakademie ab und nahm anschließend als Stabskapitän im Hauptquartier des XIII. Armeekorps am Russisch-Osmanischen Krieg teil. Von 1878 bis 1879 war er im Stab der Besatzungstruppen sowie im Kriegsministerium des Fürstentums Bulgarien tätig. Anschließend übernahm er eine Schwadron des Leibgarde-Kürassier-Regiments. 1882 wurde er während einer Tätigkeit im Generalstab zum Oberst befördert und von 1884 bis 1890 war er in leitender Funktion an der Generalstabsakademie tätig. Nach einer Zeit im Truppendienst als Kommandeur des 12. Dragoner-Regiments in Mariupol und der Beförderung zum Generalmajor wurde er 1893 Generalquartiermeister des Wilnaer Militärbezirks sowie 1895 Leiter der Nikolajewski-Kavallerieschule. 1899 übernahm er die 2. Kavallerie-Division.
Von Plehwe war Teilnehmer des Russisch-Japanischen Krieges, wurde jedoch nach dem Ausbruch von Unruhen in Polen zum Kommandanten der Festung Warschau ernannt und erhielt im gleichen Jahr den Befehl über das XVI. Armeekorps. 1906 wurde er stellvertretender Befehlshaber im Wilnaer Militärbezirk und wurde im folgenden Jahr zum General der Kavallerie befördert. Als solcher wurde er 1909 zum Befehlshaber des Moskauer Militärbezirks ernannt. Bei der Mobilmachung zum Ersten Weltkrieg erhielt er den Befehl über die 5. Armee, mit der er an der Schlacht in Galizien, der Schlacht an der Weichsel und der Schlacht um Łódź teilnahm. Im Januar 1915 wurde unter seiner Führung die 12. Armee gebildet, die an der Winterschlacht in Masuren teilnahm. Während der Narew-Offensive im Juli 1915 wurde seine im Raum Lomscha konzentrierte Armee zum Rückzug nach Osten gezwungen.
Ab Dezember 1915 führte Plehwe kurzzeitig die Nordfront, bevor er im Februar 1916 aus gesundheitlichen Gründen seinen Posten abgeben musste. Er wurde anschließend noch kurz vor seinem Tod zum Mitglied des Staatsrats ernannt.